# Gabriele Torsello
Gabriele Torsello (Alessano, 12 agosto 1970) è un fotoreporter italiano, noto per essere stato sequestrato in Afghanistan nel 2006.

## Biografia
Conosciuto anche con lo pseudonimo di Kash, all'età di venti anni, appena terminati gli studi, lascia la terra di origine per documentare le storie dei popoli in lotta per la libertà, argomento principale della sua attività. Il suo primo lavoro è dedicato alla vita dei senzatetto a Roma, per meglio analizzare le condizioni di vita dei suoi soggetti decide di vivere per un periodo insieme a loro.
Sempre a Roma lavora per circa un anno nell'industria cinematografica, lavoro che lascia per realizzare alcuni reportage fotografici in India. In questo viaggio si focalizza sulla vita quotidiana nelle zone di conflitto, documentando prevalentemente il Kashmir nel 1994. Tornato in Italia con l'intento di pubblicare il reportage, non trova editori disponibili, prova in Francia senza successo, parte quindi per Londra dove Photo-Editors acquista l'esclusiva delle fotografie.
Inizia di lì in poi ad approfondire la disputa tra India e Pakistan sullo stato del Jammu e Kashmir. Durante i successivi sette anni, con lo pseudonimo di 'Kash', organizza presentazioni e dibattiti sul Kashmir in varie località, dal parlamento britannico al parlamento europeo, concludendo poi il lavoro nel 2002 con la pubblicazione indipendente del libro fotogiornalistico The Heart of Kashmir, premiato col British Book Design & Production Award.
Dal 2001 al 2006 lavora a una serie di reportage in Afghanistan, documentando la situazione delle donne e degli ospedali nel Badakshan per conto delle Nazioni Unite; i giochi olimpionici a Kabul per la ONG Special Olympics for Afghanistan; la situazione sanitaria sui bambini di Kabul con il progetto Shabana; la libertà di stampa a Khost e Kandahar in collaborazione con la International Federation of Journalists; e altri reportage sulla situazione politica e sociale ed etnica, visitando tra l'altro il quartier generale dei talebani a Musa Qala, nell'Helmand.
Si è occupato anche di altri scenari di guerra: Albania, Nepal, Pakistan. In Nepal, ha trascorso un periodo con i guerriglieri maoisti in lotta contro il regime di Kathmandu.
Ha collaborato con varie testate (Avvenimenti, Il manifesto, Il Messaggero, La Nuova Frontiera, La Gazzetta del Mezzogiorno, Il Quotidiano di Puglia, Libération, La Croix, The Observer, BBC, The Muslim News, Bangla Mirror, Kashmir News, Kyoto Journal).

### Il rapimento
Il 12 ottobre 2006 viene rapito mentre si trova in Afghanistan, nel tragitto che da Lashkargah conduce a Kabul. Partito a bordo di un autobus pubblico, riesce solo a mandare un messaggio senza testo all'ospedale di Emergency di Lashkargah, dove era stato in visita pochi giorni prima.
I rapitori si fanno vivi alcuni giorni dopo, e attraverso l'opera di mediazione di Rahmatullah Hanefi, chiedono per il rilascio di Torsello (considerato una spia) il ritorno in Afghanistan di Abdul Rahman, un afgano convertito al Cristianesimo e condannato a morte per apostasia (rifugiato politico in Italia).
Per la liberazione di Torsello si mobilita l'opinione pubblica e gli stessi talebani, varie autorità islamiche lanciano appelli per il suo rilascio, anche grazie alle sue denunce sulle difficili condizioni del popolo afgano.
Il rilascio avviene dopo 23 giorni di prigionia, il 3 novembre 2006 (vicino a Kandahar), con la collaborazione di Emergency e del SISMI. Alla liberazione di Torsello ha fatto eco una serie di polemiche politiche circa la possibilità che per il suo rilascio sia stato pagato un riscatto.

## Pubblicazioni
- Afghanistan CameraOscura[1]
- The Heart of Kashmir[2]